# 滝口帰一
滝口 帰一（たきぐち きいち、1847年（弘化4年1月） - 1913年（大正2年）9月23日）は、明治時代の政治家。衆議院議員（2期）。

## 経歴
奈良県出身。和学と漢学を学ぶ。堺県少属、郡長となる。伊勢神苑会委員、遷都祭委員、日本赤十字社幹事、同社特別社員、談山会支部長などを務める。従六位、勲六等を叙せられ、瑞宝章を授与され、大日本帝国憲法発布に際し、紀念章を授けられた。
1898年の第5回衆議院議員総選挙において奈良3区から自由党公認で立候補して当選。同年の第6回衆議院議員総選挙では憲政党から立候補して再選された。1902年の第7回衆議院議員総選挙では奈良県郡部から立候補したが落選した。1913年死去。

## 栄典
- 1896年（明治29年）11月15日 - 日本赤十字社特別社員章[6]